# Kimču
Il Kimču (in russo Кимчу?) è un fiume della Russia siberiana orientale, affluente di destra del Čunja. Scorre nell'Ėvenkijskij rajon del Territorio di Krasnojarsk.
La sua sorgente si trova nelle paludi a nord-est del crinale Sil'gami ad un'altitudine di circa 400 metri; il fiume scorre in direzione occidentale nell'alto corso, poi nord-occidentale. Sfocia nella Čunja a una distanza di 556 km dalla foce. Ha una lunghezza di 227 km e il suo bacino è di 3 800 km². Il suo maggior affluente è il Kimčukan (lungo 108 km) proveniente dalla sinistra idrografica.
Nell'interfluvio di Kimču e Chušma, nel 1908, si verificò l'evento di Tunguska, studiato da dozzine di spedizioni che esplorarono quest'area per tutto il XX secolo. Lungo il corso del Kimču si trova il piccolo lago Čeko, legato anch'esso allo stesso evento.